# Mary Bono
Mary Bono, tidigare Bono Mack, född Whitaker 24 oktober 1961 i Cleveland, Ohio, är en amerikansk republikansk politiker. Hon var ledamot av USA:s representanthus 1998–2013.
Bono avlade 1984 kandidatexamen vid University of Southern California. Hon gifte sig med sångaren och politikern Sonny Bono och paret fick två barn. Hon efterträdde sin make i representanthuset när han 1998 omkom i en skidolycka.
Hon gifte 2001 om sig med affärsmannen Glenn Baxley. Äktenskapet slutade 2005 i skilsmässa. Hon gifte sig 2007 för tredje gången med kongressledamoten Connie Mack IV från Florida. Efter skilsmässa från Mack 2013 gifte hon sig 2015 med astronauten Stephen S. Oswald.
Bono gick medan hon var gift med Sonny Bono på kurser hos Scientologikyrkan men har senare tagit avstånd från rörelsen.
I kongressvalet 2012 besegrades Mary Bono Mack av demokraten Raul Ruiz. Valet gällde Kaliforniens 36:e kongressdistrikt.